# 童維坤
童維坤（1594年—1633年），字弘載，浙江紹興府嵊縣人，明朝軍事人物。

## 生平
童維坤是萬曆四十年（1612年）的武舉人，以武驤衛籍中四十七年（1619年）武進士，任真定游擊。崇禎六年（1633年）夏天擊敗入侵大名府的流寇，同年冬天赴援趙州，追擊流寇至內丘寨，地勢開始險要，賊人尋得倚靠，監軍副使盧象昇對他說：「兵家乘勝，可以一舉成功。」命令他轉戰至摩天嶺，盧象昇迎戰山南，他則迎戰山北，分翼夾擊；敵軍從高處往下攻打明軍，他血戰而死，年四十歲，盧象昇寫下文章為他舉喪，朝廷得知後追贈他為都督僉事，世襲三江所百戶。
童維坤負有膽色，不怕艱險，優待士兵，有古代名將風範，清朝乾隆四十一年（	1776年）賜諡烈愍，入祀忠義祠。

## 引用
1. 1 2  民國《嵊縣志·卷十五·人物志》：童維坤，字宏載，居遊謝鄉，附武驤衛籍登萬曆己未武進士，歷陞真定遊擊。崇禎癸酉夏，剿寇大名府，連戰皆捷，冬赴援趙州，追寇至內邱寨，地勢漸險，賊得所倚。監軍副使盧象昇謂：「兵家乘勝，可以一舉成功。」急令轉戰至摩天嶺，象昇迎戰山南，維坤迎戰山北，分翼沖突；寇居高擊下，維坤血戰死，年四十，象昇為文哭之，事聞追贈都督僉事，世襲三江所百戶。維坤果負膽氣，不避艱險，優待士卒，有古名將風，清乾隆四十一年賜諡烈愍，祀忠義祠。 乾隆李志，《勝朝殉節錄》
2. ↑  民國《嵊縣志·卷十一·選舉志》：武進士 明……萬歷四十七年己未科 童維坤 見忠節傳……武舉人 明……萬歷四十年壬子科 童維坤 見進士
3. ↑  《欽定古今圖書集成·明倫彙編·氏族典·第二十一卷》：童維坤 按《浙江通志》：維坤字弘載，嵊人。武驤衛籍。萬曆乙未【己未】武進士，歷陞真定遊擊。崇禎癸酉夏，連戰大名，皆捷。冬赴援趙州監軍副使盧象昇，謂兵家乘勝，可以一舉成功，急令轉戰，至摩天嶺，出山北，維坤血戰死。追贈都督僉事，世襲百戶。
4. ↑  《欽定古今圖書集成·明倫彙編·官常典·第七百四十四卷》：按《紹興府志》：「維坤，字弘載，嵊人，武驤衛籍。萬曆己未登武進士，歷陞真定遊擊。崇禎癸酉夏，勦寇大名府，連戰皆捷。冬，赴援趙州，追寇至內丘寨，地勢漸險，寇得所倚。監軍副使盧象昇謂兵家乘勝可以一舉成功，急令轉戰至摩天嶺，出山北迎敵。寇踞山南，以高擊下，維坤血戰死。事聞，追贈都督僉事，世襲百戶。